# Lastenflug

Lastenflug mit außen transportiertem Frachtgut

Als Lastenflug wird der Transport von Lasten bezeichnet, die an einem Helikopter außen angebracht werden. Für den Lufttransport ziviler Außenlasten ist auch die Bezeichnung Außenlastflug geläufig. Davon zu unterscheiden sind Personenflüge, die Flugrettung per Helikopter sowie das Mitführen militärischer Außenlasten, wie Aufklärungsbehälter und Abwurftanks.

## Helikopter als Ersatz für Lastkräne
In unzugänglichen Gebieten, bei ungeeigneten Bodenverhältnissen oder in großer Höhe ist das Aufstellen eines Krans oder das Befahren mit einem LKW-Kran nicht möglich oder ungeeignet. Unter diesen Bedingungen kann ein Hubschrauber als Lastenheber fungieren. Insbesondere, wenn die Last nur einmal gehoben oder manövriert werden muss. Liegt beispielsweise ein unzugängliches Bauvorhaben innerhalb eines Naturschutzgebietes oder aber auf einem Berg ohne Zufahrtsstraße, kann das benötigte Baumaterial per Hubschrauber eingeflogen werden. Weitere Einsatzgebiete für den Lastenflug sind der Abtransport gefällter Bäume aus unwegsamen Wäldern, die Alm- und Hüttenversorgung in den Bergen sowie das Kalken großer Waldgebiete. In den meisten Fällen werden Lasten bis zu einem Gesamtgewicht von 5 Tonnen transportiert.
2012 hat ein Helikopter in Wuppertal bei der Sanierung des Schornsteinkopfes eines Heizkraftwerkes in 200 Metern Höhe Spezialbeton transportiert. Dieser Lastenflug war nötig, um den Beton möglichst schnell verbauen zu können. Das Kraftwerk konnte nur wenige Stunden abgeschaltet werden.

## Montageflug
Beim Aufbau von Antennen, Kränen und anderen hohen beziehungsweise hoch gelegenen Konstruktionen können Hubschrauber Montageteile transportieren und an der Baustelle manövrieren, um dadurch die Montagearbeiten zu erleichtern. 2014 wurde im Kreis Reutlingen auf einem 872 Meter hohen Plateau ein Windmessmast mithilfe eines Helikopters aufgestellt. Ein anderes Beispiel ist die Installation von Klimaanlagen auf Hochhäusern. Dies kann per Helikopter wirtschaftlich und schnell erledigt werden. Hierbei wird die unter dem Helikopter eingehängte Last direkt auf das Hochhausdach geflogen und mit Monteuren vor Ort an ihrem Bestimmungsort montiert und in Betrieb genommen.

## Besondere Einsätze
Im Frühjahr 2014 unterstützten Schweizer Armee-Helikopter bei den schweren Überschwemmungen in Bosnien-Herzegowina die Einsatzkräfte. Mit ihrer Hilfe wurde ein Damm repariert. Dabei wurden 18 Lastenflüge mit 23 Tonnen Material und Trinkwasser durchgeführt.

## Außenlastgeschirr

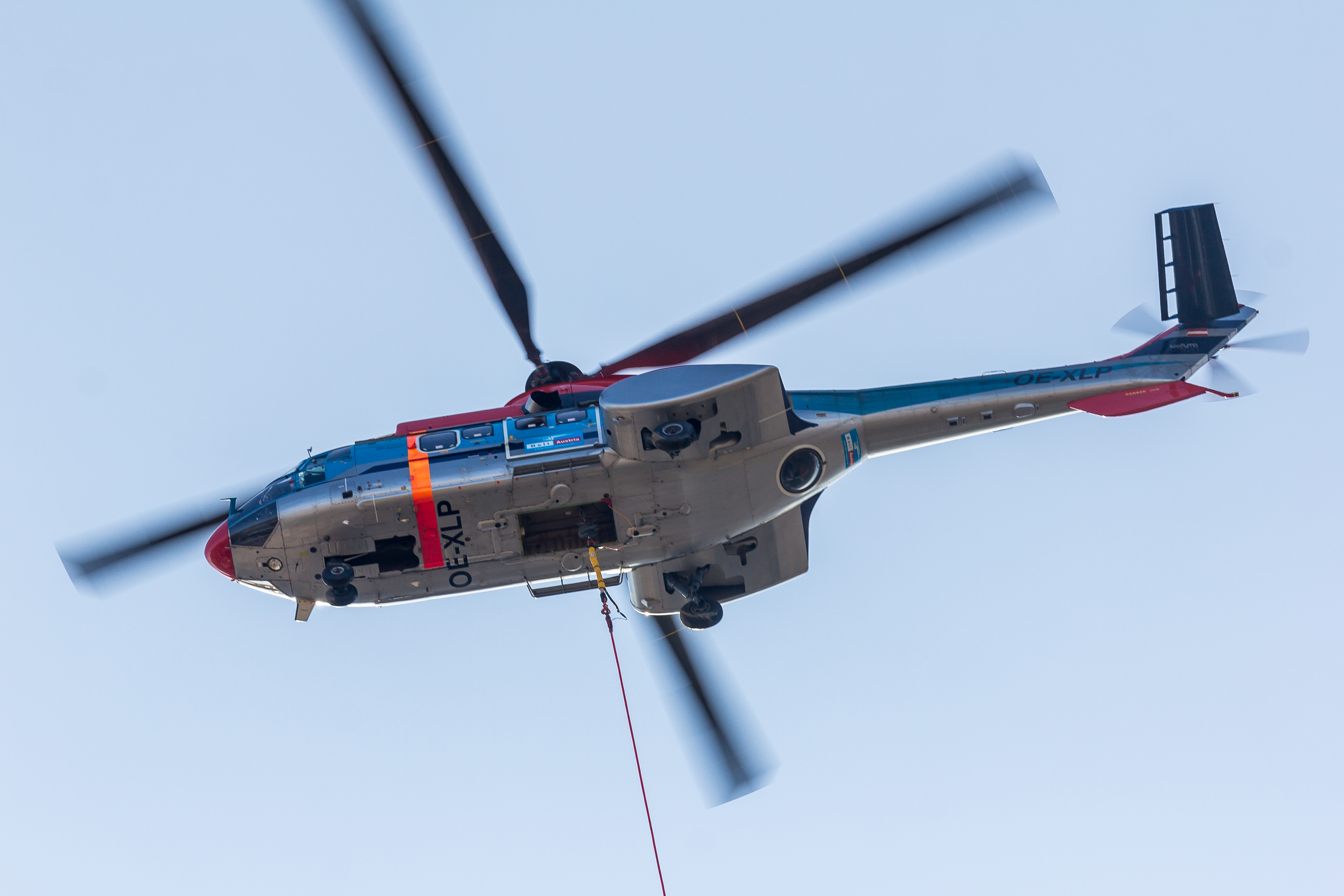
Außenlastgeschirr unterhalb eines Super Puma 332L1 bei einem Montageflug am KölnTurm

Die gesamte Unterbaukonstruktion am Hubschrauber, die dem Transport von Lasten dient, wird Außenlastgeschirr genannt. Bei jeder Art von Montage- und Lastenflügen ist im Vorfeld das benötigte Geschirr entsprechend dem Einsatz auf die zu erwartende Belastung auszulegen.

## Frachtflug per Helikopter
Als Frachtflug wird in der Regel der Transport von Frachtgut innerhalb der Kabine oder Kanzel des Helikopters bezeichnet. Diese Art des Transports (Helikurier) wird im Bereich der Produktionssicherung für die Automobilindustrie verwendet. Mit seiner Flexibilität kann der Hubschrauber direkt am jeweiligen Produktionsstandort landen und dringend benötigte Ersatzteile ohne Zeitverlust liefern. Bei Frachtflügen muss genau auf die Warenbeschaffenheit (Gewicht und Maße) geachtet werden. Bei größeren Warensendungen kann die Bestuhlung aus dem Helikopter demontiert werden.

## Luftfahrzeuge
Helikopter, die für die Aufnahme von Außenlasten ausgerüstet sind, werden als Kranhubschrauber bezeichnet. Gängige Bauarten sind Sikorsky S-64, Mil Mi-10 und Mil Mi-32 sowie Kaman K-Max. Diese Fluggeräte haben einen Führersitz, der in Richtung der Außenlast geschwenkt werden kann.

## Unfälle
Im August 1998 verunglückte ein deutscher Polizeihubschrauber Bo 105. Im Rahmen einer Übung der Tauchergruppe einer Polizei-Hundertschaft, bei der die Rettung im Wasser schwimmender Personen simuliert wurde, geriet die Außenlast in so starke Schwingungen, dass das Lastseil mit dem Hauptrotor in Kontakt kam. Dadurch brachen drei der vier Rotorblätter im Flug ab. Der Hubschrauber prallte auf das Wasser auf und versank. Alle fünf Personen an Bord wurden getötet. „Der Unfall wurde dadurch verursacht, dass das Verbindungsseil zwischen dem Lasthaken und dem unterhalb des Hubschraubers angebrachten Personenrettungsnetz in den Hauptrotor geriet, nachdem die Außenlast in Schwingungen geraten war, die sich unkontrolliert verstärkten.“ Am 5. September 2005 hatte im Skigebiet Sölden im Tiroler Ötztal ein Helikopter einen 750 Kilogramm schweren Betonkübel verloren, der auf eine Seilbahn fiel. Dabei kamen neun Menschen ums Leben. Ende September 2009 ist von einem Helikopter im österreichischen Defereggental ein 600 Kilogramm schweres Betonteil aus 50 Metern Höhe abgestürzt. Es wurde niemand verletzt. Ebenfalls in Osttirol stürzte 2013 bei einem Lastenflug eine Palette mit Ziegeln und Kunststoffrohren aus einer Höhe von 1500 Metern auf eine Bachböschung, als sich der Lasthaken öffnete. Es gab keinen Personenschaden.